# アシア属州

アシア属州の位置（120年頃のローマ帝国）

アシア属州（アシアぞくしゅう、ラテン語：Asia, provincia Romana）は、古代ローマ時代のアナトリア半島西部に存在した属州。区分は元老院属州。古くはフリギアと呼ばれ、ギリシア神話やホメロスのイリアスにもその名が散見する、早くより文明化した地域である。
その後フリギアはアッタロス朝ペルガモン王国の支配下に入ったが、紀元前133年に共和政ローマがそのペルガモンを支配下におくと、ローマはフリギアをアシアとガラティアの2属州に分割した。ただしアシア属州はその発足当時から古名のフリギアで呼ばれることの方が多かった。
3世紀の軍人皇帝時代あたりを盛衰の分岐点として、以後のローマはゴート族の侵入やパルミラ帝国の圧迫などで混乱を極めた。ディオクレティアヌス帝はアシア属州を7つの州に分割したが、そのうちエフェソスやサルディスなど古くから歴史と伝統を持つ都市部の州が発展した一方で、未開の内陸部に位置する州は衰退することとなった。
395年にローマ帝国が東西に分裂すると、アシア属州は東方属州として東ローマ帝国の一部となる。イスラム勢力と国境を接するシリア属州やエジプト属州が失われた後も、地中海に面したアシア属州の一部は15世紀にオスマン帝国に併呑されるまでビザンツ帝国の属州として存続した。